# Дженифър Нивън
Дженифър Нивън (на английски: Jennifer Niven) е американска сценаристка и писателка на бестселъри в жанра любовен роман и документалистика.

## Биография и творчество
Дженифър Нивън Макджънкин е родена на 14 май 1968 г. в Шарлът, Северна Каролина, САЩ, в семейството на писателката на биографии Пенелопе Нивън (1939-2014). Въхновена от майка си опитва да пише от ранна възраст. Завършва гимназия в Ричмънд, Индиана. През 1991 г. завършва английска филология в Университета Дрю в Мадисън, Ню Джърси. След дипломирането си работи като актриса и асистент в книжарница. Учи два семестъра кино и телевизия в Южния методистки университет е прави независимо проучване с Джеймс Ърл Джоунс. После учи в Американския филмов институт в Лос Анджелис, който завършва през 1995 г. с магистърска степен по кинодраматургия. Като студентка получава наградата „Колин Хигинс“ за сценарий. Работи като сценарист и асоцииран продуцент.
Първата ѝ документална книга е „The Ice Master“ от 2000 г. представя историята на изследователски кораб заседнал в леда и борбата на капитана и екипажа да оцелеят в свирепите арктически условия. Книгата става бестселър и е високо оценена от критиката.
През 2003 г. е издадена книгата ѝ „Ada Blackjack“ за подвига на ескимоската Ада Блекджек да оцелее сама в подължение на месеци на остров Врангел.
Първият ѝ роман „Velva Jean Learns to Drive“ от поредицата „Велва Джийн“ е публикуван през 2009 г. Младата Велва Джийн израства в Апалачите в годините преди Втората световна война и мечтае да стане певица в Нешвил. Влюбвайки се в красивия Харли Брайт тя трябва да избира между дома и преследването на мечтата си.
През 2015 г. е издаден романът ѝ „Всички наши места“. Той представя историята на двама тийнейджъри, Теодор Финч, който е запленен от идеята за смъртта, и Вайълет Мърки, търсеща свободата и собственото си бъдеще. Общ училищен проект ги събира за удивително пътешествие и необичайно себеоткриване. Книгата е предпочетена за екранизиране с участието на Ел Фанинг.
Пише също, заедно със съпруга си Луис Каперелис, фотограф и уебдизайнер, за собственото си уеб списание „Germ“.
Дженифър Нивън живее със семейството си в Лос Анджелис.

## Произведения

### Самостоятелни романи
- All the Bright Places (2015)
Всички наши места, изд.: ИК „Ентусиаст“, София (2016), прев. Маргарита Терзиева
- Holding Up the Universe (2016)
Вселената на раменете ми, изд.: ИК „Ентусиаст“, София (2016), прев. Маргарита Терзиева
- Breathless (2020)
Без дъх, изд.: ИК „Ентусиаст“, София (2021), прев. Петя К. Димитрова

### Серия „Велва Джийн“ (Velva Jean)
1. Velva Jean Learns to Drive (2009)
2. Velva Jean Learns to Fly (2011)
3. Becoming Clementine (2012)
4. American Blonde (2014)

### Документалистика
- The Ice Master (2000)
- Ada Blackjack (2003)
- The Aqua Net Diaries (2010) – автобиографичен

### Екранизации
- 2018 All the Bright Places